# Homenmen Beyrouth
Ne pas confondre avec Homenetmen Beyrouth.
Maillots
L'Association athlétique Homenmen Beyrouth (en arabe : نادي الهومنمن بيروت et en arménien : Հայ Մարզական  Միութիւն (ՀՄՄ)), plus couramment abrégé en Homenmen, est un club libanais de football fondé en 1921 et basé à Bourj Hammoud, quartier arménien de Beyrouth, capitale du pays.
Le club est l'une des nombreuses branches du Homenmen, organisation mondiale pan-arménienne de la diaspora.

## Histoire
Le club, un des plus anciens du pays, est historiquement connu comme étant lié à la communauté arménienne du Liban.

### Rivalité
Le Homenetmen entretient une rivalité sportive et politique avec l'autre équipe arménienne de Bourj Hammoud, à savoir le Homenetmen Beyrouth. Le match entre les deux équipes est appelé le « Derby d'Arménie ». Ce match se joue le plus souvent à guichet fermé.

## Palmarès
- Championnat du Liban
  - Champion : 1945, 1954, 1957, 1961

- Coupe du Liban
  - Finaliste : 1993, 1998, 1999